# Kurubarahalli, Chiknayakanhalli
Kurubarahalli là một làng thuộc tehsil Chiknayakanhalli, huyện Tumkur, bang Karnataka, Ấn Độ.